# Autollenado
El autorelleno, autollenado o autocompletado (en inglés: Autofill), es una función de  algunas aplicaciones informáticas o programas, normalmente los que contienen formularios, que rellena previamente un campo de forma automática y permite ahorrar tiempo a los usuarios, como Excel.
En la mayoría de las aplicaciones, como en Internet Explorer o Google Toolbar, los datos a introducir dependen del nombre del campo del formulario. De esta manera, se evita que el usuario introduzca nombres de calles en un campo correspondiente a los apellidos o viceversa.
Para este uso, el RFC 3106 propuso nombres para dichos campos de formulario, en las especificaciones anteriores de HTML 5 ya no se hace referencia a esta RFC, dejando así la selección de nombres a la implementación de cada navegador.
La última especificación HTML 5.2 del World Wide Web Consortium vuelve a mencionar las posibilidades de autollenado.
| ◢ | A         |
| - | --------- |
| 1 | Wikipedia |
| 2 | Wikipedia |
| 3 | Wikipedia |